# كوكب عنبر
كوكب عنبر، كتاب للمؤلف المصري محمد ربيع قطب أبو السباح (ولد عام 1978). درس الهندسة المدنية في المعهد التكنولوجي العالي، وحازت روايته كوكب عنبر (2010) على جائزة ساويرس للثقافة في عام وجائزة أفضل رواية لشباب الكتاب عام 2011. نشر بعدها روايتين هما عام التنّين (2012) وعطارد (2014) التي اختيرت ضمن القائمة القصيرة الخاصة بالجائزة العالمية للرواية العربية لعام 2016، ورواية تاريخ آلهة مصر (2020).
شارك محمد ربيع أيضًا في جائزة ندوة الدولية للرواية العربية لعام 2012، وهي ورشة عمل سنوية للكتاب العرب الشباب الواعدين.
تقع الرواية في 270 صفحة وصدرت عن (الكتب خان للنشر والتوزيع) في القاهرة. يُعد العمل أحد ثمار ورشة «الرواية الأولى» التي أشرف عليها الكاتب المصري ياسر عبد اللطيف برعاية دار النشر.
تروي الرواية قصة «شاهر» الموظف بهيئة الأوقاف، والذي كُلف بكتابة تقرير عن مكتبة غير معروفة (سميت على اسم زوجة مالكها الأصلي) في أحد شوارع العباسية القديمة، وكانت النية أن تُهدم لإفساح الطريق أمام خط ميترو جديد سيمر بالمنطقة، وكان الهدف من تقريره إثبات أنه ليس من أسباب موجبة تدعو لبقائها. يقرر شاهر إمضاء الوقت في المكتبة ليبحث في أحوالها، ويتعرف على موظفيها وروادها، ليجد نفسه أمام حوادث غريبة ومدهشة تجري في هذه المكتبة وبين الأشخاص فيها. لا يلبث أن يصبح جزءًا من شبكة العلاقات الغريبة القائمة هناك، وينغمس بسحر المكتبة الغريبة ويتعلق بها، موقنًا بذات الوقت أن محاولاته في إنقاذها من الزوال لن تفلح.
تتقارب الرواية من الواقعية السحرية، ما بين رصد لعالم قديم يتداعى، وبين وقائع غريبة خيالية تجري ضمن المكتبة، في سرد مشوق ضمن مدينة القاهرة القديمة، ورصد لرتابة البيروقراطية المصرية.
تُروى هذه الرواية بلسان الموظف شاهر ومناقشاته مع الدكتور سيد الأهل المثقف والمتوحد والناقم على الحياة نوعًا، وهو محارب قديم ترك الجيش لإصابته ثم درس الموسيقى العربية والتاريخ الإسلامي ونال الدكتوراه «في علم التعمية» ومثقف عدمي ملم بتاريخ الفنون والآداب بداية من هوميروس مرورا بجيمس جويس، ويعتقد بتناسخ الأرواح إذ جاء على لسانه: «على الأرجح روحي كانت تسري في جسد تمساح نيلي... كل من أعرفهم كانوا حيوانات يومًا»، والقارئ الدائم في المكتبة، ومن أبطال الرواية أيضًا «حنا الناسخ» الذي يهوى تصوير الكتب والمخطوطات بالكاميرا، ولا نسمع صوته طوال الرواية التي تنتهي والمكتبة على وشك الزوال ولا يبقى منها إلا النسخ التي صورها حنا. كل ذلك مع بعض السرد الذي لا يكاد يخرج من الحوار حتى يعود إليه بخفّة وتشويق.
في برنامج نص ساعة أدب على قناة أون، صرح محمد ربيع عن كتابه: «أتصور دومًا أن هناك علاقة بين الشباب والكهول، علاقة صداقة وتعليم، والمكتبة هي التي جمعت بين هاتين الشريحتين، الكهل الذي نقم على الحياة ولم يعد معجبًا بشيء وينتظر ببساطة الموت، وشاب في مقتبل الحياة ومندفع، ويحصل هذا التمازج ضمن الرواية».
تدفعنا الرواية إلى التفكير بشدة، ويصف الكاتب شاهر (الذي أسماه على اسم صديق له) بأنه اقتبس شخصيته من الواقع لموظف يعرفه، يستغرب ما حوله دومًا، وشاهر قاوم كل ذلك من خلال عملية هروبه من رتابة عمله ليزور المكتبة، ولكن الأحداث أودته إلى مكان مختلف تمامًا، إلى المكان الذي يقرر فيه أن هذه المكتبة يجب أن تبقى. (6)
تشبه أحداث الرواية القرارات المصرية التعسفية المتعلقة بالعمارة الحديثة، ومن الوارد أنها تتماشى مع أحداث الثورة المصرية، بحسب رواية الكاتب في المقابلة. يقول: «تسلسل الأحداث وطريقة ترتيب الفصول له علاقة بذهنيتي العلمية».
زار الكاتب العديد من المكتبات وبحث كثيرًا عن هذا الموضوع خلال عملية كتابة الكتاب، وهو ما أدى إلى وجود الكتاب الأسطورة في الرواية.
كُتب عن الرواية في صحيفة الوسط البحرينية أنها تتشابه بشكل ما مع رواية (صحراء التتار) للإيطالي دينو بوزاتي، إلا أن ما يميزها الطابع المصري الخاص لمجموعة من الأبطال الذين يتحدون قوانين البيروقراطية الرتيبة. يستخدم فيها الكاتب لغة محايدة نوعًا ما، ترسم واقع يتعرض للزوال دون أن يحاول أحد منع ذلك.

## اقتباسات
«وقفت أمام المبنى، خيالاتي كلها كانت بعيدة عن الواقع. يبدو المبنى وكأنه عمارة سكنية عادية تمامًا، لا توجد لافتة ضخمة باسم المكتبة، فقط قطعة رخام صغيرة محفور عليها (كوكب عنبر). أيضًا لا أجد مدخلًا واسعًا ودرجًا عريضًا، بل مدخل صغير ضيق». (7)
«ماتت كوكب عنبر على الأغلب ومات أولادها، وأيضًا ماتوا وهم لا يجدون ما يأكلونه، بعدما بذروا أموالهم على المكتبة والكتب، بل على الأغلب أن حكومة الثورة طردتهم من البلاد، أو أنها أممت أملاكهم، وماتت هي من فرط حزنها على ضياع الممتلكات، في الأصل تنتهي قصص الحب نهايات مأساوية، في الأصل أيضًا المرأة موجودة في كل مكان، في الوزارة، في المكتبة، في الفيلم، وبالتأكيد في الرواية».